# BMW・F30

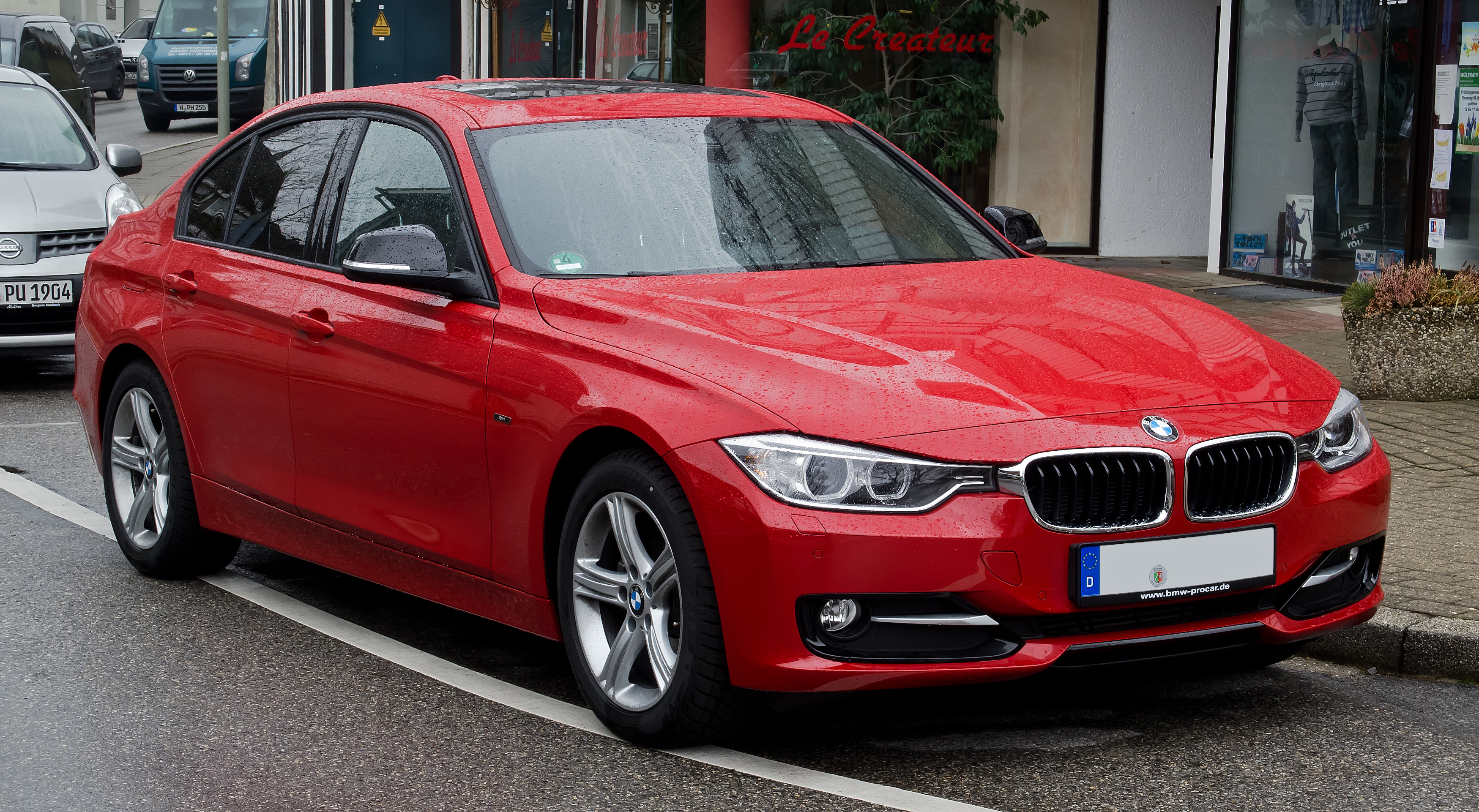
320d Sport Line

F30は、ドイツの自動車メーカーBMWが生産している第6世代3シリーズの4ドア・セダン（Limousine ）のコードネームである。なおステーション・ワゴン（Touring ）のコードネームはF31、5ドアハッチバック（Gran Turismo =GT）のコードネームはF34となる。また、中国市場専売（生産は華晨汽車との合弁会社である華晨宝馬（=BMW）汽車）の4ドア・セダンのロングホイールベース版はF35となる。高性能モデルである「M3」には別のコードネームF80が与えられている。
なお、F32、F33、F36はBMW・4シリーズのコードネームとして使用されるため、F30系3シリーズでは存在しない。

## 概要
- 2011年10月14日、本国で第6世代となるF30型3シリーズセダンを発表した。E90型から約6年ぶりとなる。ボディサイズは先代と比べ全長が93mm、ホイールベースが50mm伸び、全長4,624mm×全幅1,811mm×全高1,429mm、ホイールベース2810mmとなった。エンジンによるグレード分けとは別に、トリムの違いにより「スタンダード」、「スポーツ」、「モダン」、「ラグジュアリー」のデザイン・ラインが用意された（のち「M スポーツ」を追加）。外観上の特徴として、第2世代1シリーズ（F20）同様にターンシグナルレンズ内蔵のドアミラーを採用している。
- 2012年1月30日に日本市場において発表された[2]。先代（E90LCI）同様にドアハンドルを照明のない日本専用設計とし、全幅を機械式立体駐車場に収まる1800mmとした。「328i」を皮切りに「320i」「アクティブハイブリッド3」を順次投入した。
- 2012年4月に開催された北京モーターショー12において、中国市場向けの現地生産車のロングホイールベース版（F35）を発表した。ホイールベースをF30から110mm延長して2920mmとし、後席の足元スペースを拡大させている。「335Li」「328Li」「320Li」の3グレードが設定された。
- 2012年5月13日、本国でステーションワゴン版であるF31型3シリーズツーリングを発表した。セダン同様に先代比でホイールベースが50mm拡大されている他、全長は97mm伸ばされた。
- 2012年9月5日に日本市場においてツーリングが発表された[3]。セダンと同様にドアハンドルを日本市場専用品とし、全幅1800mmとした。当初はディーゼルエンジンを搭載した「320d」とガソリンエンジンを搭載した「328i」が用意された。後に「320i」、「335i」が追加された。
- 2013年2月6日には5ドアハッチバックモデルであるグランツーリスモ(=GT、F34)が発表された。ホイールベースを中国向けのF35同様2920mmとし、クーペのようになだらかなテールゲートとなっている。セダンやツーリングと異なりサッシュレスドアを採用している。
- 2013年6月4日、日本市場向けにGTが発表された。「335i」、「328i」、「320i」の3グレードが用意された[4]。
- 2015年5月7日、セダンとツーリングが本国においてマイナーチェンジを受けた（F30LCI/F31LCI）。ライト類やバンパーなどが変更された他、新開発のエンジンが搭載された。
- 2015年8月20日に日本市場向けにセダンとツーリングのマイナーチェンジモデルが発表され、2015年9月12日より販売が開始された[5]。従来型のエンジンが引き続き搭載された「320d」、新開発のエンジンが搭載された「320i」「330i」「340i」が用意された。グレードが一部整理され「モダン」は廃止。
- 2016年1月26日、日本においてプラグインハイブリッド車である「330e」が発表された。セダンのみが用意されている。「320i」にも搭載されている2.0L直列4気筒エンジンに電気モーターを組み合わせている。満充電状態で最大36.8kmのEV走行が可能としている[6]。
- 2016年5月19日、「320d」に搭載されているディーゼルエンジンを本国同様の新型のものに切り替えることが発表された[7]。
- 2016年9月26日、日本において、セダンとツーリングに直列3気筒エンジンを搭載した「318i」が追加設定された[8]。またGTはフェイスリフトモデルが発表され、グレードは「320i」のみとなった[9]。

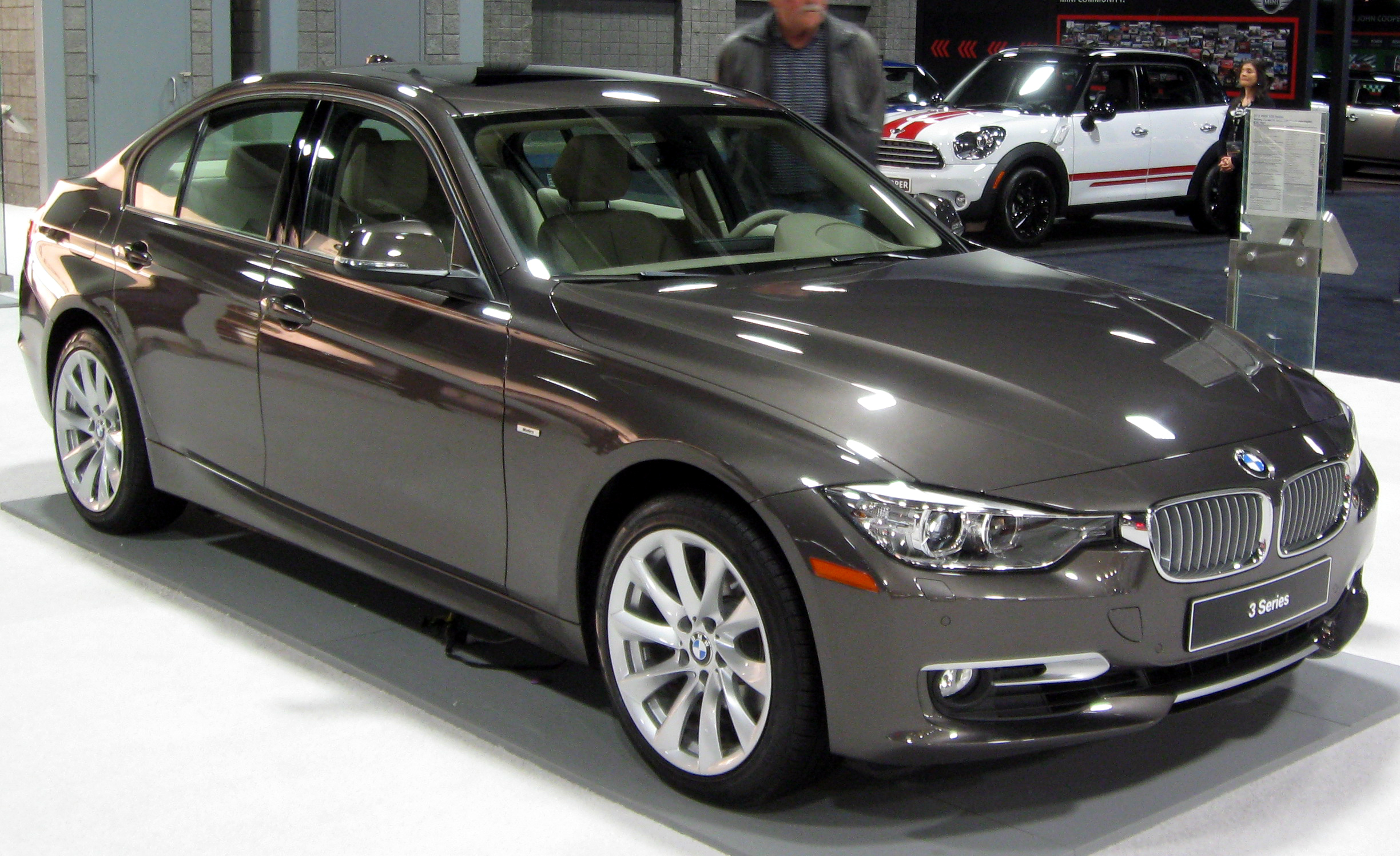
モダン
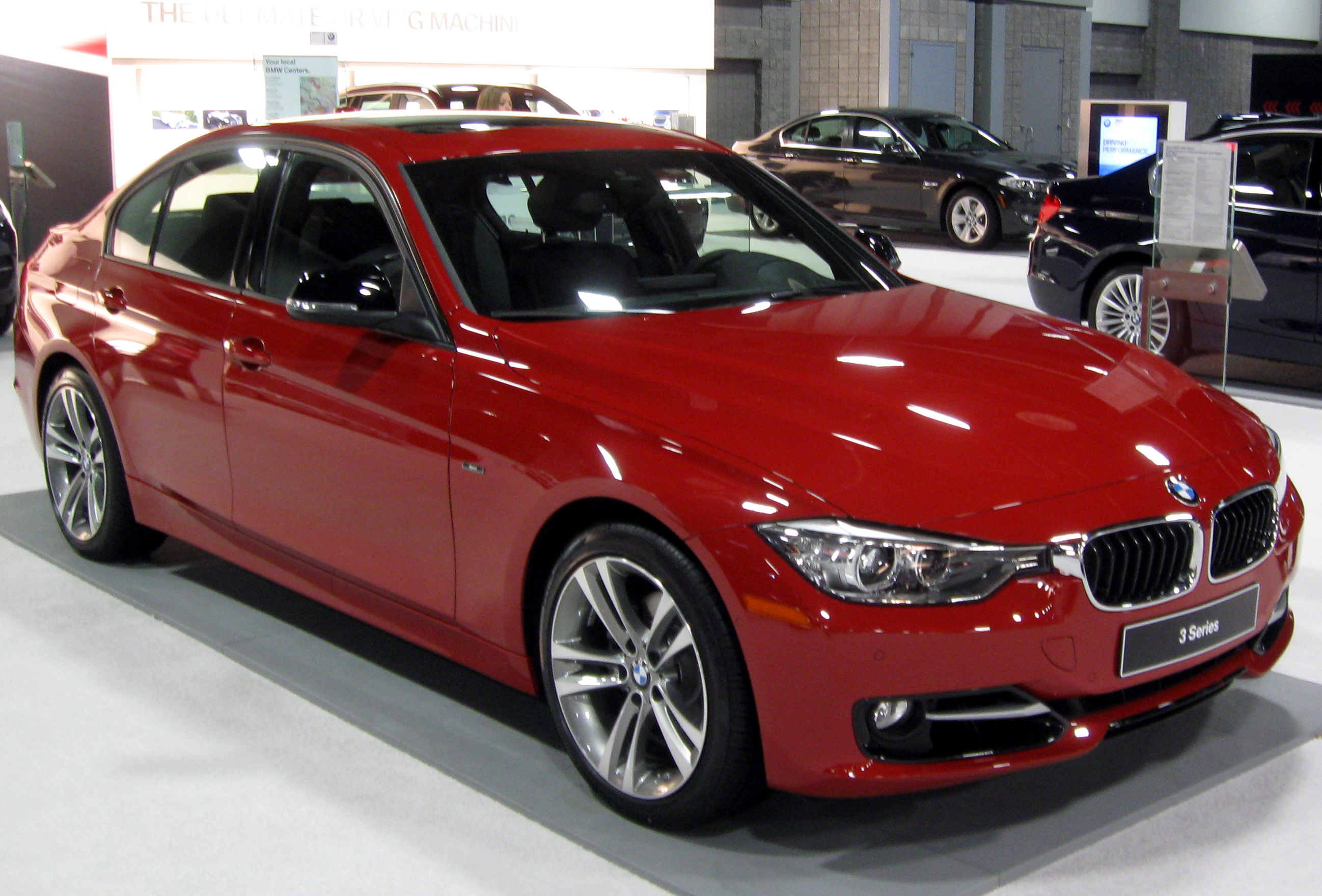
スポーツ
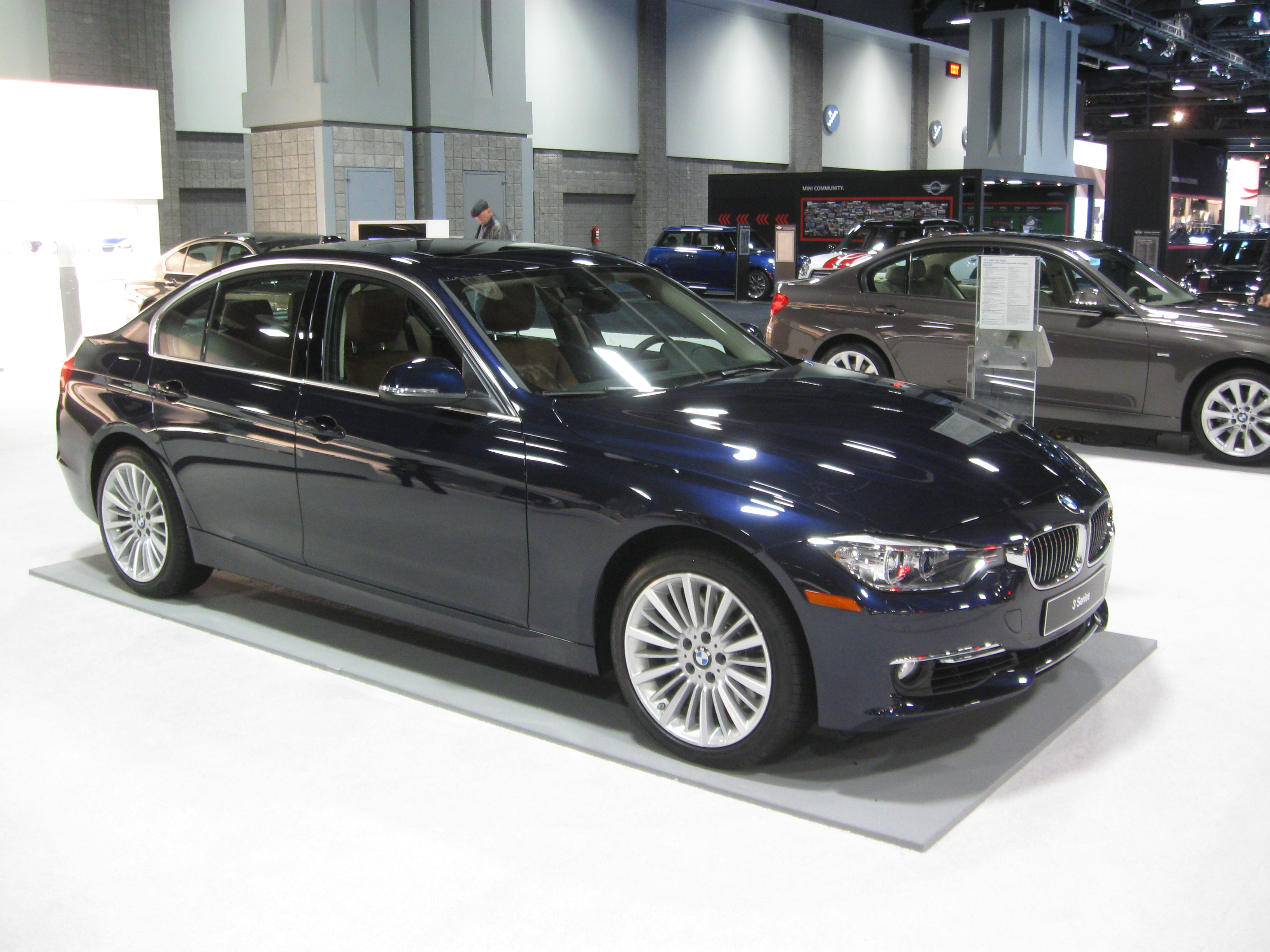
ラグジュアリー
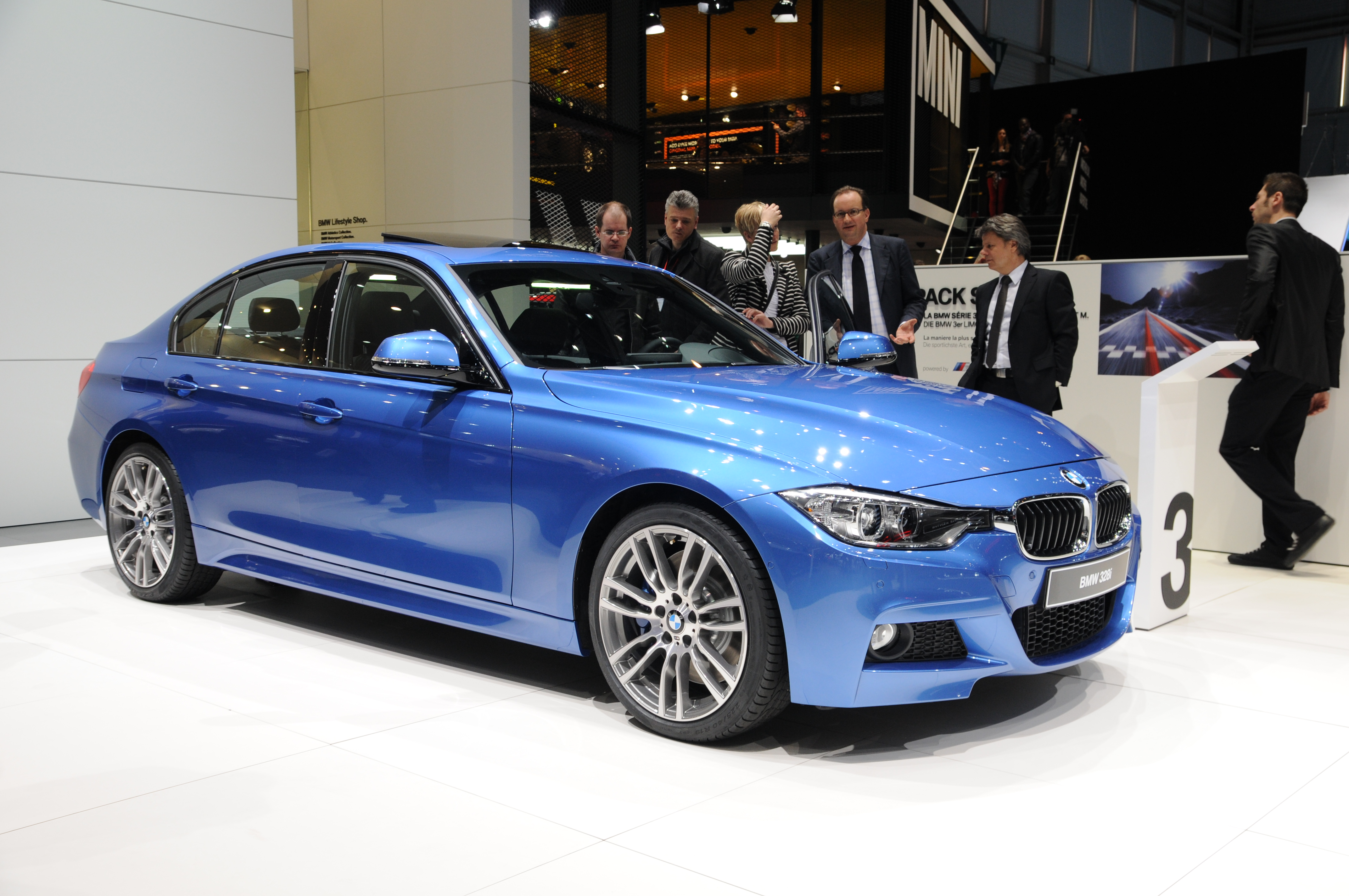
Mスポーツ
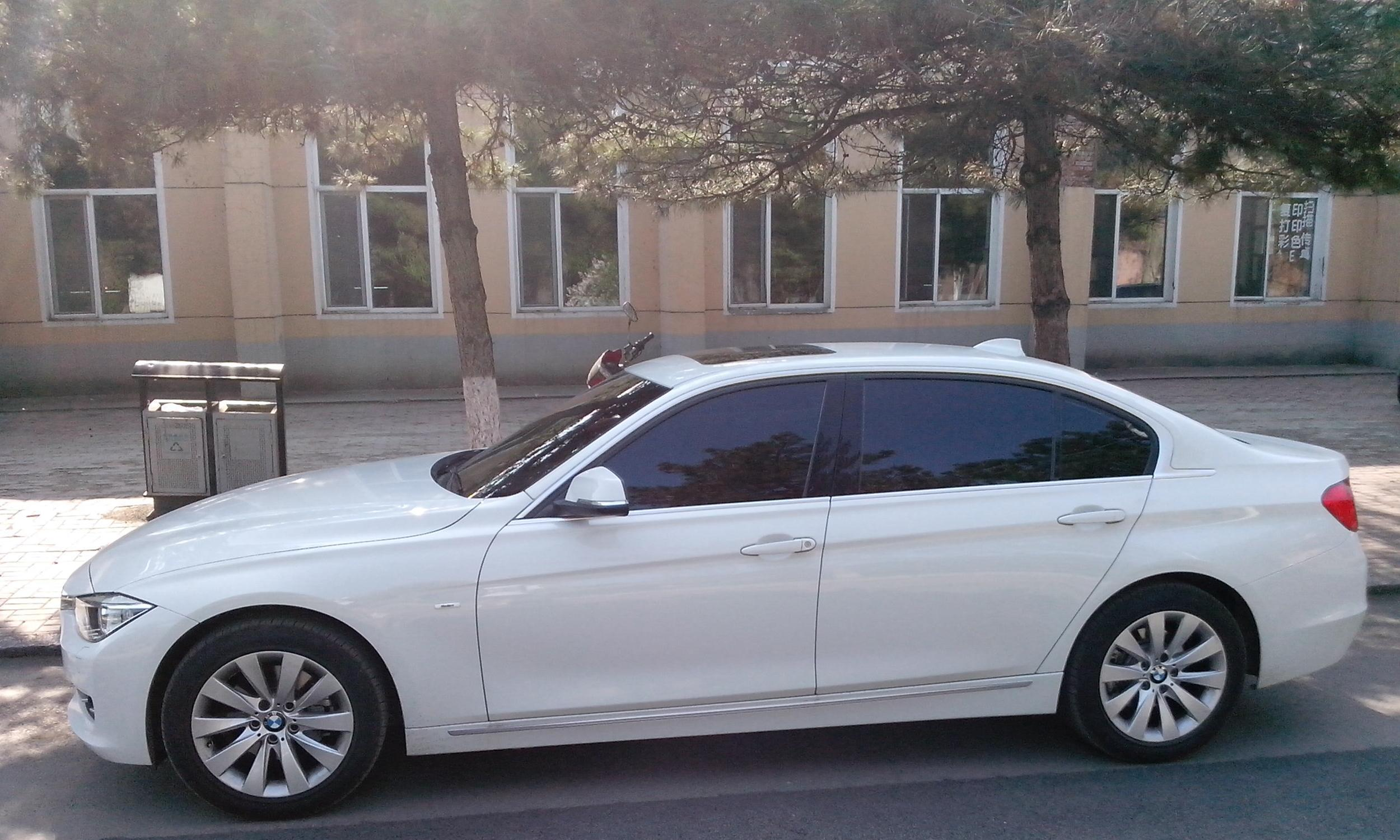
ロングホイールベース版（F35）
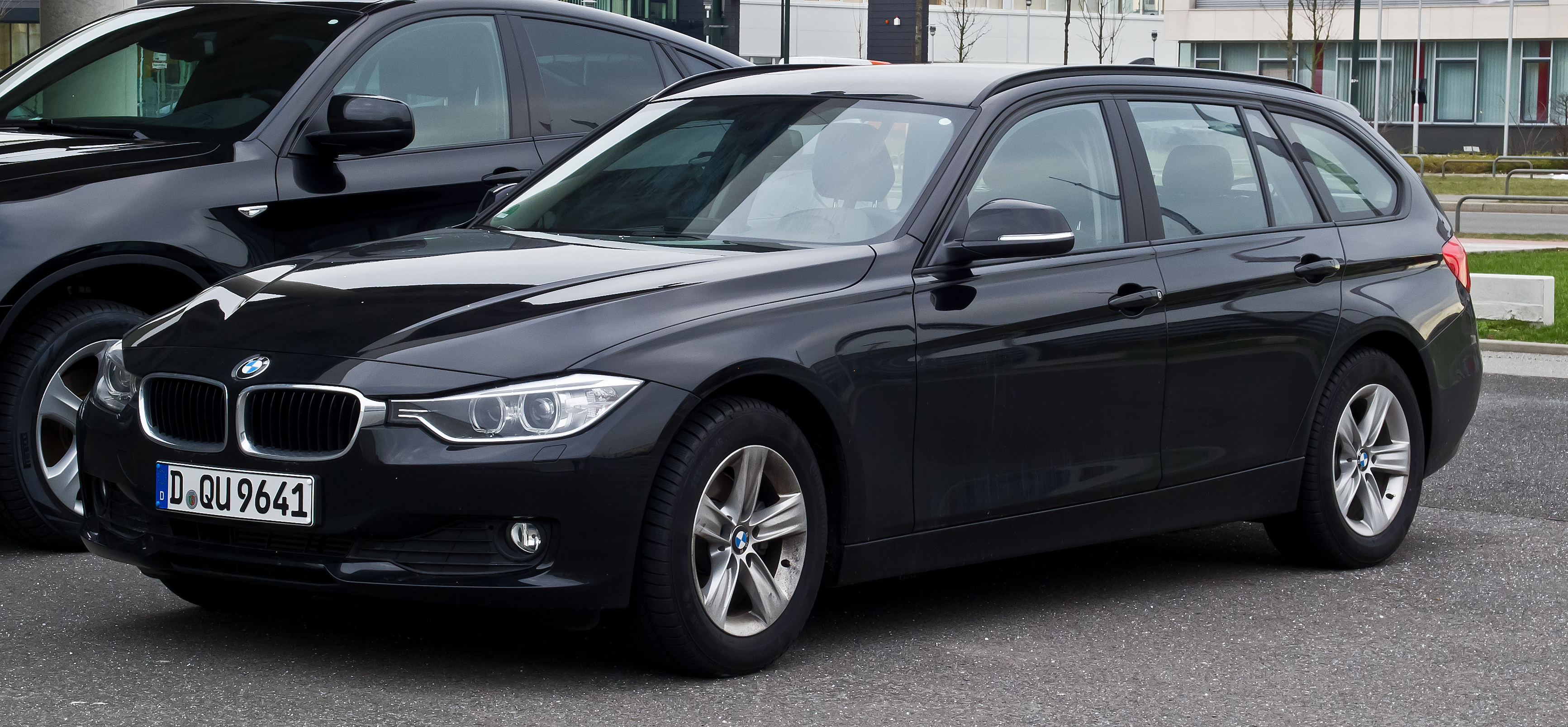
ツーリング　フロント
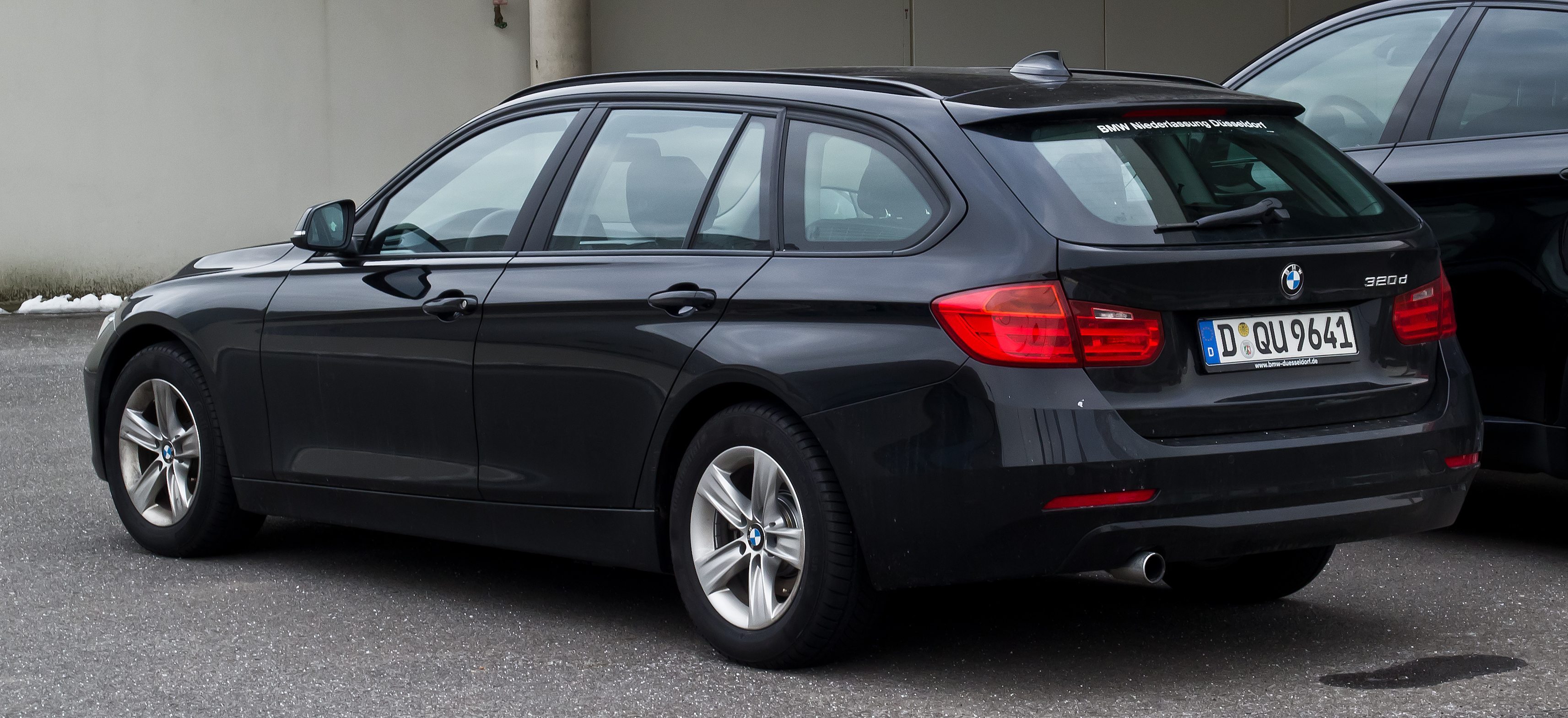
ツーリング　リヤ
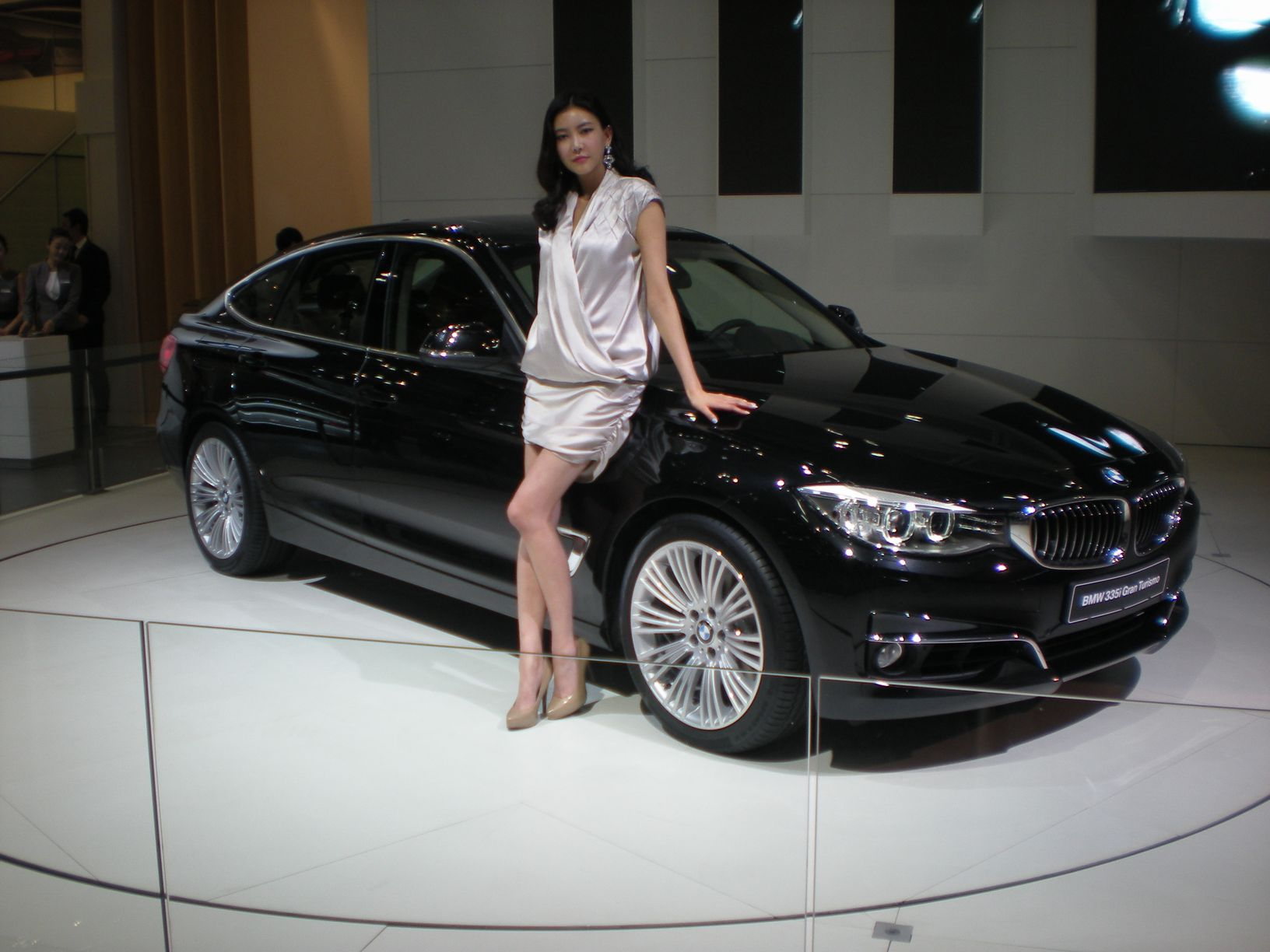
グランツーリスモ　フロント
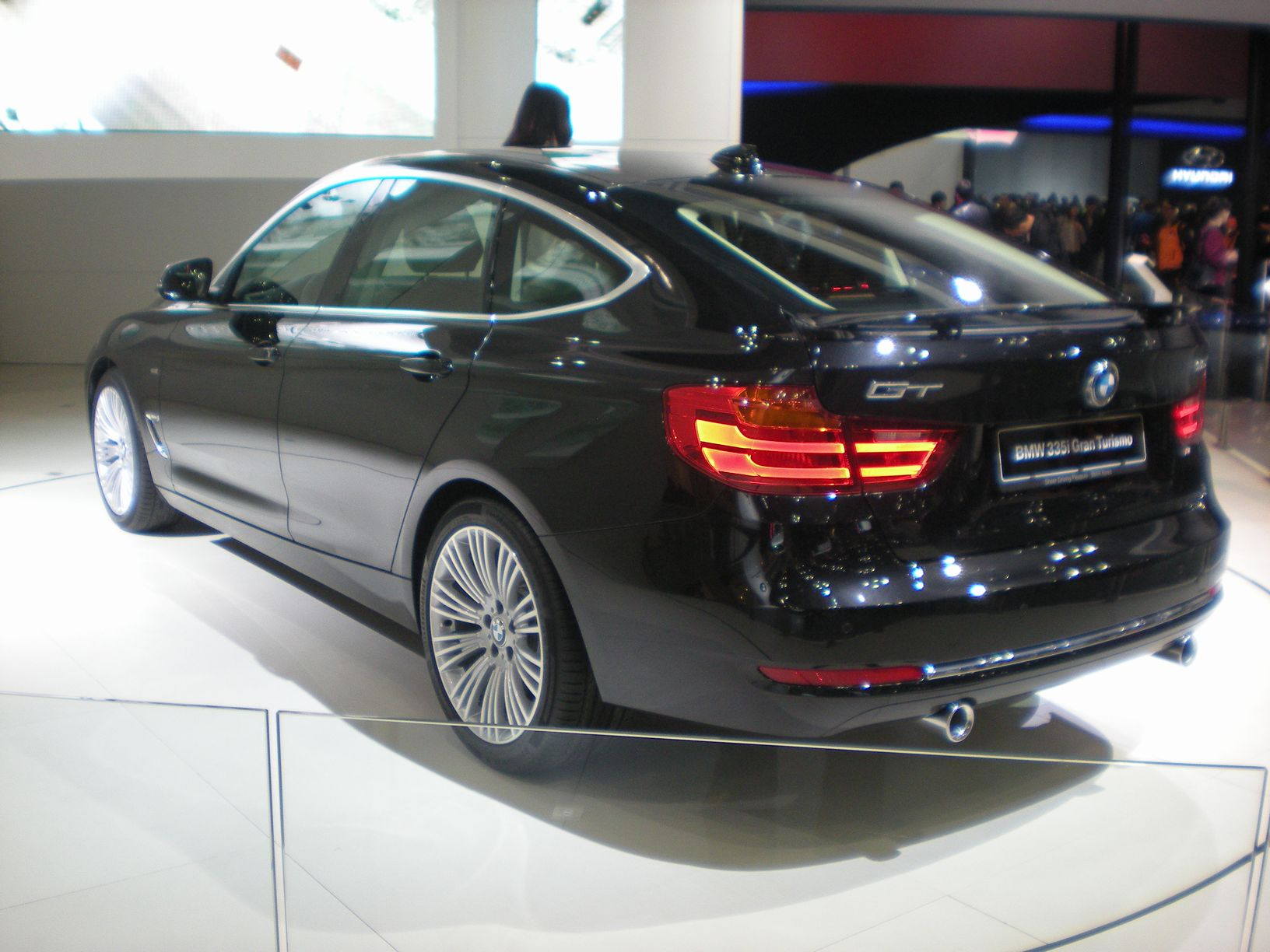
グランツーリスモ　リヤ

## テクニカルデータ
| F30/F31（2011年 - 2015年）    | F30/F31（2011年 - 2015年） | F30/F31（2011年 - 2015年） | F30/F31（2011年 - 2015年）    | F30/F31（2011年 - 2015年）       | F30/F31（2011年 - 2015年）               | F30/F31（2011年 - 2015年） | F30/F31（2011年 - 2015年） |
| グレード                      | 型式                       | 排気量（cc）               | エンジン                      | 最高出力(ps/rpm)                 | 最大トルク(kgm/rpm)                      | 変速機                     | 駆動方式                   |
| ----------------------------- | -------------------------- | -------------------------- | ----------------------------- | -------------------------------- | ---------------------------------------- | -------------------------- | -------------------------- |
| 320i セダン/ツーリング        | N20B20B                    | 1,997                      | 直列4気筒DOHCターボ           | 184/5,000                        | 27.6/1,250-4,500                         | 8速AT/6速MT(セダンのみ)    | 後輪駆動                   |
| 320i xDrive セダン/ツーリング | N20B20B                    | 1,997                      | 直列4気筒DOHCターボ           | 184/5,000                        | 27.6/1,250-4,500                         | 8速AT                      | 四輪駆動                   |
| 320d セダン/ツーリング        | N47D20C                    | 1,995                      | 直列4気筒DOHCディーゼルターボ | 184/4,000                        | 38.7/1,750-2,750                         | 8速AT                      | 後輪駆動                   |
| 328i セダン/ツーリング        | N20B20A                    | 1,997                      | 直列4気筒DOHCターボ           | 245/5,000                        | 35.7/1,250-4,800                         | 8速AT                      | 後輪駆動                   |
| 335i ツーリング               | N55B30A                    | 2,979                      | 直列6気筒DOHCターボ           | 306/5,800                        | 40.8/1,200-5,000                         | 8速AT                      | 後輪駆動                   |
| Active Hybrid 3 セダン        | N55B30A-M230               | 2,979                      | 直列6気筒DOHCターボ           | 306/5,800 (システムトータル:340) | 40.8/1,200-5,000 (システムトータル:45.9) | 8速AT                      | 後輪駆動                   |

| F30LCI/F31LCI（2015年 - ）              | F30LCI/F31LCI（2015年 - ） | F30LCI/F31LCI（2015年 - ） | F30LCI/F31LCI（2015年 - ）    | F30LCI/F31LCI（2015年 - ）       | F30LCI/F31LCI（2015年 - ）               | F30LCI/F31LCI（2015年 - ） | F30LCI/F31LCI（2015年 - ） |
| グレード                                | 型式                       | 排気量（cc）               | エンジン                      | 最高出力(ps/rpm)                 | 最大トルク(kgm/rpm)                      | 変速機                     | 駆動方式                   |
| --------------------------------------- | -------------------------- | -------------------------- | ----------------------------- | -------------------------------- | ---------------------------------------- | -------------------------- | -------------------------- |
| 318i セダン/ツーリング (2016年10月 - )  | B38B15A                    | 1,498                      | 直列3気筒DOHCターボ           | 136/4,400                        | 22.4/1,250-4,300                         | 8速AT                      | 後輪駆動                   |
| 320i セダン/ツーリング                  | B48B20A                    | 1,998                      | 直列4気筒DOHCターボ           | 184/5,000                        | 27.5/1,350-4,600                         | 8速AT/6速MT(セダンのみ)    | 後輪駆動                   |
| 320i xDrive セダン/ツーリング           | B48B20A                    | 1,998                      | 直列4気筒DOHCターボ           | 184/5,000                        | 27.5/1,350-4,600                         | 8速AT                      | 四輪駆動                   |
| 320d セダン/ツーリング ( - 2016年5月)   | N47D20C                    | 1,995                      | 直列4気筒DOHCディーゼルターボ | 184/4,000                        | 38.7/1,750-2,750                         | 8速AT                      | 後輪駆動                   |
| 320d セダン/ツーリング (2016年5月 - )   | B47D20A                    | 1,995                      | 直列4気筒DOHCディーゼルターボ | 190/4,000                        | 40.8/1,750-2,500                         | 8速AT                      | 後輪駆動                   |
| 330i セダン( - 2015年12月) / ツーリング | B48B20B                    | 1,998                      | 直列4気筒DOHCターボ           | 252/5,200                        | 35.7/1,450-4,800                         | 8速AT                      | 後輪駆動                   |
| 340i セダン/ツーリング                  | B58B30A                    | 2,997                      | 直列6気筒DOHCターボ           | 326/5,500                        | 45.9/1,380-5,000                         | 8速AT                      | 後輪駆動                   |
| 330e セダン (2016年1月 - )              | B48B20A                    | 1,998                      | 直列4気筒DOHCターボ           | 184/5,000 (システムトータル:252) | 27.5/1,350-4,600 (システムトータル:42.8) | 8速AT                      | 後輪駆動                   |

| F34（2013年 - 2016年） | F34（2013年 - 2016年） | F34（2013年 - 2016年） | F34（2013年 - 2016年） | F34（2013年 - 2016年） | F34（2013年 - 2016年） | F34（2013年 - 2016年） | F34（2013年 - 2016年） |
| グレード               | 型式                   | 排気量（cc）           | エンジン               | 最高出力(ps/rpm)       | 最大トルク(kgm/rpm)    | 変速機                 | 駆動方式               |
| ---------------------- | ---------------------- | ---------------------- | ---------------------- | ---------------------- | ---------------------- | ---------------------- | ---------------------- |
| 320i グランツーリスモ  | N20B20B                | 1,997                  | 直列4気筒DOHCターボ    | 184/5,000              | 27.6/1,250-4,500       | 8速AT                  | 後輪駆動               |
| 328i グランツーリスモ  | N20B20A                | 1,997                  | 直列4気筒DOHCターボ    | 245/5,000              | 35.7/1,250-4,800       | 8速AT                  | 後輪駆動               |
| 335i グランツーリスモ  | N55B30A                | 2,979                  | 直列6気筒DOHCターボ    | 306/5,800              | 40.8/1,200-5,000       | 8速AT                  | 後輪駆動               |

| F34LCI（2016年 - ）   | F34LCI（2016年 - ） | F34LCI（2016年 - ） | F34LCI（2016年 - ） | F34LCI（2016年 - ） | F34LCI（2016年 - ） | F34LCI（2016年 - ） | F34LCI（2016年 - ） |
| グレード              | 型式                | 排気量（cc）        | エンジン            | 最高出力(ps/rpm)    | 最大トルク(kgm/rpm) | 変速機              | 駆動方式            |
| --------------------- | ------------------- | ------------------- | ------------------- | ------------------- | ------------------- | ------------------- | ------------------- |
| 320i グランツーリスモ | B48B20A             | 1,998               | 直列4気筒DOHCターボ | 184/5,000           | 27.5/1,350-4,600    | 8速AT               | 後輪駆動            |